# Langourla
Langourla (tiếng Breton: Langourlae) là một xã của tỉnh Côtes-d’Armor, thuộc vùng Bretagne, tây bắc Pháp.

## Dân số
Người dân ở Langourla được gọi là Langourlaciens.